# Warblog
Un warblog o milblog és un weblog dedicat totalment o principalment a la cobertura de notícies d'esdeveniments relacionats amb una guerra en curs. En general, els autors d'aquests blogs són soldats, treballadors humanitaris o periodistes que testifiquen de primera mà els esdeveniments d'una guerra. Moltes vegades aquests blogs han estat percebuts com a reportatges bèl·lics que proporcionen informació única. A vegades, un warblog també pot presentar un punt de vista personal sobre els aspectes polítics d'una guerra, sense que l'autor n'estigui a prop. El terme “milblog” implica que l'autor és o té relacions amb els militars.

## Descripció i origen
El terme “warblog” fou encunyat pel periodista nord-americà Matt Welch, que va llençar el seu warblog el 17 de setembre de 2001. Els warblogs van aparèixer per primera vegada el 2001 als Estats Units durant la invasió de l'Afganistan, i van assolir la maduresa durant la invasió de l'Iraq el 2003, quan blogs com el del corresponsal de la CNN, Kevin Sites, o el de l'anònim iraquià “Salam Pax” van saltar a les primeres planes dels mitjans. La raó principal fou que els corresponsals enviats per cobrir els esdeveniments de la guerra tenien massa informació que no cabia en les planes dels mitjans, de manera que van decidir crear blogs a Internet per poder publicar-la i que arribés als ciutadans. A Espanya té una importància rellevant el warblog del periodista Sergio M. Mahugo, e-galeradas, creat el 2005.
Mentre que alguns warblogs van oferir una cobertura limitada de la guerra en qüestió, d'altres van ampliar la seva cobertura debatent assumptes polítics, socials i culturals i van continuar comentant més enllà del final de la guerra. De la mateixa manera, els blocs que normalment no cobreixen qüestions de la guerra poden dedicar el seu contingut durant un temps al conflicte. Després, al final de la guerra, uns tornen a les seves anteriors missions i d'altres opten per conserven el seu nou caire bèl·lic.
El terme milblog fa referència a weblogs escrits per militars que lluiten en la guerra en qüestió, i cada cop més militars a l'Iraq i l'Afganistan improvisen bitàcoles com una mena de diaris personals, amb la finalitat de compartir la seva experiència directa i mostrar la cara més humana de la guerra. Els milblogs han desenvolupat un interès general per oferir als ciutadans allò que els mitjans principals no ofereixen: històries reals del que està passant en realitat al camp de batalla. El 2005 existien almenys 200 milblogs. A mitjan febrer de 2011, a la llista Milblogging hi havia registrats 2.948 milblogs en 45 països, i 14.137 usuaris. Els cinc països amb més milblogs registrats són els Estats Units, l'Iraq, Afganistan, el Regne Unit i Alemanya.
El sergent Toby Nunn va declarar arran de la publicació del seu milblog: 
"La gent escolta l'aspecte polític de la guerra a la CNN, NBC o Fox News, però no l'aspecte humà, les cares i els llocs darrera de les operacions. Jo vull explicar la història dels meus homes, no vull parlar de política".

## El creixement delwarblogging
Des dels atemptats de l'11-S als Estats Units es va produir un moviment crític vers la política de seguretat interior i relacions internacionals que es va canalitzar a través de blogs bitàcoles, un fet que després es va conèixer com a warblogging. Arran de la guerra contra l'Iraq, els blogs dedicats al conflicte s'han multiplicat, tant als Estats Units com al front. Mitjans tradicionals han incorporat blogs sobre el conflicte a l'Iraq en les seves edicions on-line, com ara The Christian Science Monitor, que va enviar com a corresponsal a Ben Arnoldy perquè escrivís el weblog Assignment Kuwait, o el grup mediàtic advance.net, que aporta a totes les edicions on-line dels seus diaris el blog sindicat War in Iraq, de Jeff Jarvis. Tanmateix, la gran part de blogs bitàcoles dedicats a la guerra tenen un perfil crític i, tal com va afirmar el cofundador d'Antiwar.com, Colin Hunter, "escriure una bitàcola és l'equivalent on-line a assistir a una manifestació". Així, el warblogging és, en general, una expressió independent i crítica, i s'està convertint cada cop més en una de les fonts d'informació més sol·licitades quan es tracta una guerra.
El warblogging fou popularitzat pel professor de dret de la Universitat de Tennessee Glenn Reynolds, autor del blog Instapundit, que s'ha convertit en un dels blogs polítics més populars en la web. Reynolds va crear el seu blog a l'agost del 2001, i el 2007 fou definit pel National Republican Senatorial Committee (NRSC) com “un dels bloggers nacionals més llegits”. Instapundit va tractar la guerra contra el terrorisme amb un punt de vista de suport però crític, tot i que també tracta altres temes com ara la tecnologia, l'exploració de l'espai, la longevitat humana, la fotografia digital, la llibertat individual, els mitjans de comunicació i la blogosfera com a fenomen.
Altres warblogs de renom són Aboard the USS Abraham Lincoln de la reportera M.L. Lyke i el fotògraf Grant M. Haller; Back to Iraq 2.0 Arxivat 2005-01-29 a Wayback Machine. de Christopher Allbritton;, No War Blog; Warblogs:c.c. Arxivat 2014-03-30 a Wayback Machine. i Warblogging.com.

## Actualitat
Alguns creuen que el terme “warblog” s'ha convertit en un anacronisme, un reflex de la rapidesa amb què les coses canvien en el món d'Internet. La majoria dels blogs que van guanyar popularitat com warblogs han ampliat molt el seu enfocament cap a la política i les notícies generals, i molts d'aquests blogs es van convertir en el focus d'atenció per a la informació actualitzada relacionada, per exemple, amb les eleccions nord-americanes durant la campanya de 2004. D'altres, no obstant, opinen que el nivell d'atenció que atorguen els warblogs a la guerra és un tret distintiu, i els separen dels blogs polítics que tenen una cobertura principalment de caràcter intern.
El blog s'ha estès també a les persones que viuen a les actuals o possibles zones de combat. Això ha provocat un creixement en el nombre de blocs iraquians, afganesos i especialment iranians escrits en anglès. Són ciutadans que expliquen de primera mà la vivència de la guerra en aquests països.
Cal assenyalar que als EUA, el Departament de Defensa ha pres nota de la creixent tendència de warblogging i ha començat a vigilar warblogs. Han establert un equip que consta de deu guàrdies personals per a supervisar sistemàticament les activitats d'homes i dones dels EUA, incloent warblogs, vídeos i fotografies de la guerra. Alguns warbloggers preventivament, s'han donat de baixa als seus blogs per por a possibles represàlies per part de la seva cadena de comandament.